# Lepidodermella minor
Lepidodermella minor är en djurart som tillhör fylumet bukhårsdjur, och som först beskrevs av Adolf Remane 1936.  Lepidodermella minor ingår i släktet Lepidodermella och familjen Chaetonotidae. Inga underarter finns listade i Catalogue of Life.